# Síndrome de Zelig
El síndrome de Zelig es una afección extraordinariamente rara, de la que existe un único caso descrito en toda la literatura médica. El síndrome fue descrito en el Hospital Clínico Villa Camaldoli de Nápoles en un paciente que presentaba los siguientes síntomas: daño frontotemporal por hipoxia cerebral, trastornos amnésicos y trastornos de la conducta que se manifestaban en un fenómeno muy peculiar de dependencia ambiental, asumiendo diferentes roles sociales según su entorno, interpretando al personaje que más encajaba en ese contexto en particular. Según el grupo que lo describió, los síntomas se debían a una pérdida de la inhibición del lóbulo frontal cuya función es el control de la identidad del sujeto y a consecuencia de ello se producía una atracción hacia el rol social que proponía el ambiente.
En este sentido podía asumir el papel de médico entre médicos, o mimetizar el rol de psicólogos o abogados, actuando con una sorprendente naturalidad, llegando incluso a inventarse una biografía personal explicatoria.
El nombre Zelig se debe a una película filmada en 1983 por Woody Allen en la que el personaje principal, Leonard Zelig, era capaz de mimetizar la personalidad de los que le rodeaban.

## Curiosidades
En el episodio Nº 75 (5.º de la cuarta temporada) de la serie de TV House, titulado espejito, espejito, el paciente es capaz de mimetizar la personalidad del personal que le trataba. El diagnóstico fue el de síndrome de Giovannini o "síndrome del espejo". El síndrome del espejo existe realmente, aunque se trata de una complicación obstétrica. Por otra parte es curioso lo parecido del nombre Giovannini con el nombre propio de la primera autora de la descripción del síndrome de Zelig, Giovannina. Sin embargo, la afección descrita en este episodio pertenece completamente a la ficción y la principal diferencia con el síndrome de Zelig consiste en que lo que suscitaba la mímesis en el paciente del episodio de House era la personalidad, mientras que en el síndrome auténtico es sólo el ambiente.